# Здание дворянского собрания Уфы
Здание дворянского собрания Уфы — здание бывшего Уфимского дворянского собрания (1856). Памятник истории и архитектуры XIX века. Находится в Уфе (ул. Ленина, 14).

## История
В XIX веке Уфа была самым дворянским из всех городов Урала (до 19 % жителей были дворянами). Много было в Уфе и опальных дворян. Дворянское собрание в Уфе было основано 1819 году и вначале не имело своего здания.
Проект здания Уфимского дворянского собрания в классическом стиле выполнил томский архитектор Виктор Хабаров. Строительство проходило в 1844—1856 годах под руководством Войскового архитектора в Уральском казачьем войске и Уфимского губернского архитектора А. А. Гопиуса (Генриха Гопиуса).
В середине XIX века в Уфе  каменных зданий было мало, но двухэтажное П-образное каменное здание органично вписалось в ансамбль городской застройки. Цоколь здания облицован плитняком. Фасады нижнего этажа оформлены в простом и строгом декоративно-художественном стиле (прямоугольные окна, рустика). Верхний этаж украшен арочными окнами, обрамлёнными аркатурами.
Портал-тамбур (был снесён, но восстановлен в наши дни), 3 маршевая ажурная чугунная парадная лестница и вестибюль, сводчатый потолок представляют особую художественную ценность. Потолок был украшен лепниной, пол выложен чугунными рельефными плитами.
1885 года особняк арендовало Общество любителей пения, музыки и драматического искусства.
6 мая 1891 года здесь выступил начинающий певец Фёдор Иванович Шаляпин в роли старого слуги в опере Рубинштейна «Демон». В 1967 году дочерью певца, И. Ф. Шаляпиной, на фасаде здания была открыта мемориальная доска. В память о великом певце перед концертным залом института в 2007 году был поставлен памятник (скульптор Р.Хасанов).
В 1918 году здание было разорено красноармейцами, архив Дворянского собрания был сожжён.
После революции в бывшем здании Дворянского собрания располагался интернат для детей, эвакуированных из Москвы и Петрограда в связи с голодом. В 1930—1940-е годы здесь располагалась Республиканская библиотека, а во время Великой Отечественной войны был размещён Центральный партийный архив СССР.
В 1945 году здание заняло Уфимское училище искусств. В 1968 году здание было передано новому Уфимскому государственному институту искусств.
Архитектурный памятник дважды подвергался реконструкции — в 1970-х и в 1990-х годах.
В 1960 году был утверждён проект реконструкции здания Дворянского собрания. выполненный архитектором В. А. Кондрашковым.
В 1970 году к правому крылу здания по ул. Пушкина был пристроен новый корпус, осуществлена незначительная перепланировка старого здания.
В 1990 е гг. был восстановлен центральный вход в здание со стороны улицы Ленина. Дубовые вощёные двери были заменены на крашеные сосновые. Одна из чугунных лестниц была заменена бетонной с мраморной крошкой.
В 2001 году был открыт новый вход в здание со стороны Советской площади. Вестибюль здания был отделан гранитом и мрамором, были оформлены коридор, столовая и студенческий театр (арх. М. В. Павлова и О. В. Пронина).
Здание Уфимского государственного института искусств имени Загира Исмагилова — Здание Дворянского собрания — находится в историческом центре Уфы (остановка наземного транспорта «Гостиный двор»). Напротив расположено здание Башкирского государственного театра оперы и балета.